# Purrmann-Haus
Das Purrmann-Haus ist ein dem Maler Hans Purrmann (1880–1966) gewidmetes Museum in der Kleinen Greifengasse 14 in der Altstadt von Speyer. Das Gebäude steht unter Denkmalschutz.

## Geschichte
Das Grundstück des Purrmann-Hauses wurde 1829, nachdem es aus zwei kleineren Grundstücken zusammengelegt und ein Vorgängerbau abgerissen worden war, mit einem Wohn- und Werkstattgebäude bebaut. Nach einem Brand im Jahr 1876 wurde es weitgehend unverändert neu aufgebaut. 1877 erwarb Georg Heinrich Purrmann, der Vater von Hans Purrmann, das Grundstück und richtete dort sein Maler- und Tünchergeschäft ein. Drei Jahre später wurde Hans Purrmann im Haus geboren. Er verbrachte dort seine Jugend und die Lehrzeit im väterlichen Geschäft. Nach dem Tod des Vaters übernahm der Bruder Heinrich Christian Purrmann den Betrieb und das Grundstück. 1977 wurde es von dessen Sohn Wilhelm Purrmann verkauft und kam 1986 an die Stadt Speyer.
1990 richteten die Stadt Speyer in Zusammenarbeit mit dem Kunstverein Speyer in Purrmanns Geburtshaus eine Gedenkstätte für den Maler und seine Frau, die Malerin Mathilde Vollmoeller-Purrmann, ein.

## Gebäudebeschreibung
Das Gebäude besteht aus einem zur Kleinen Greifengasse orientierten Haupthaus, einem Nebengebäude und einem zur Malerwerkstätte umgenutzten Schuppen, die den Hof umschließen. Unter dem Haupthaus befinden sich ältere tonnengewölbte Keller, die möglicherweise vor die Stadtzerstörung von 1689 zu datieren sind. Die spätklassizistische Fassade des traufständigen Haupthauses wird durch Sandsteinelemente gegliedert. Rechts vom Haupthaus liegt die Hofeinfahrt.

## Ausstellung
Neben Vitrinen, die die Leben von Hans Purrmann und Mathilde Vollmoeller-Purrmann dokumentieren und veranschaulichen, werden etwa siebzig Exponate aus dem Werk der beiden Künstler (Gemälde, Druckgrafiken, Aquarelle, Plastiken) in ständiger Ausstellung gezeigt. Darüber hinaus finden im Purrmann-Haus Wechselausstellungen verschiedener Künstler statt, die mit Purrmann befreundet waren oder durch sein Werk beeinflusst wurden. Dem Museum angeschlossen ist ein Archiv, das vor allem den Briefwechsel Purrmanns sammelt.